# سید علی‌محمد یثربی
سید علی‌محمد یثربی (زادهٔ ۱۳۳۰ در قم) نمایندهٔ حوزهٔ انتخابیهٔ قم در دورهٔ ششم مجلس شورای اسلامی بوده‌است.